# Edsbybacken

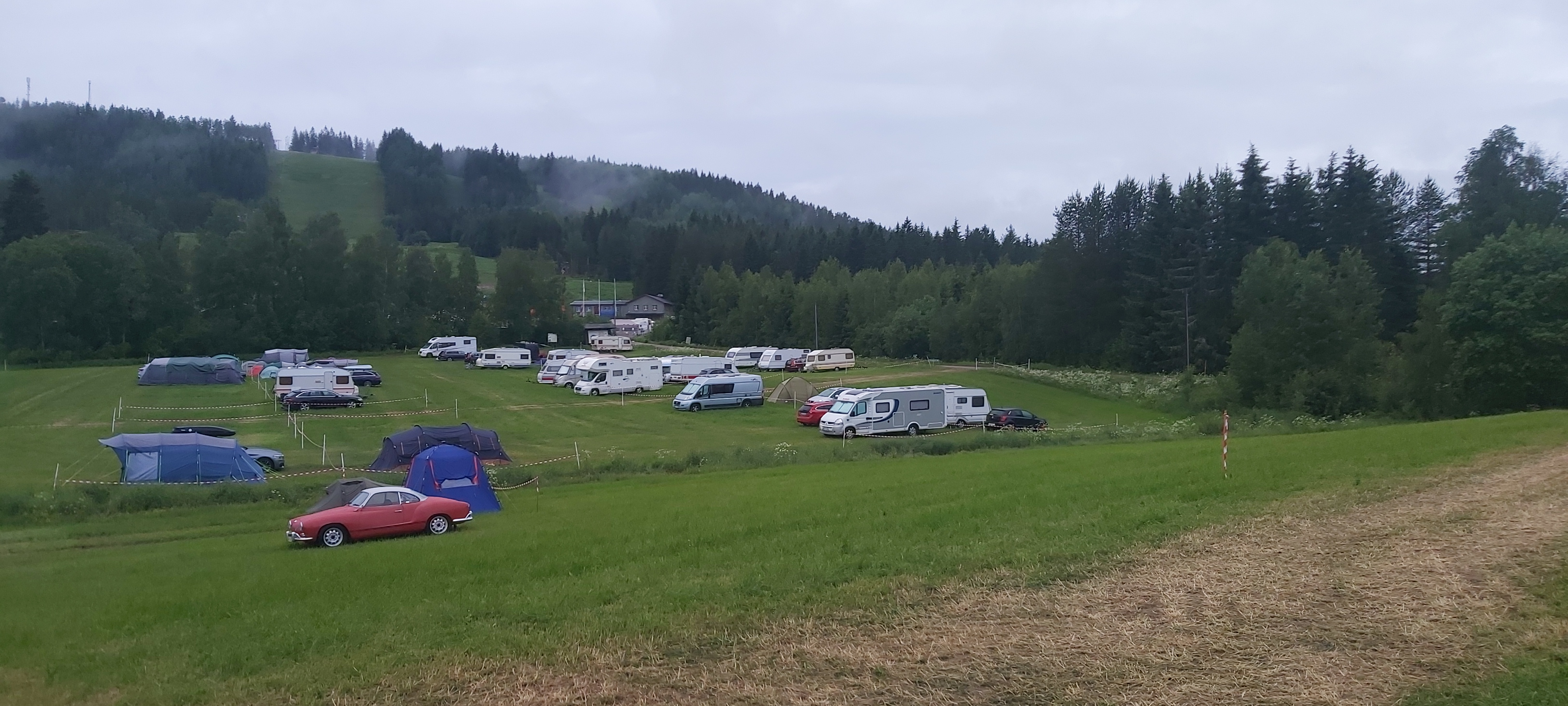
Orienteringstävlingen Ösaträffen arrangerades 2024 vid Edsbybacken.

Edsbybacken är en skidbacke på Gårdstjärnsberget i Edsbyn i Hälsingland. Fallhöjden är 135 meter och den har två liftar och sex nedfarter, samt en funpark.
Skidbacken har gamla anor. Redan 1937 var skidpionjärerna Olle Rimfors och Sigge Bergman i Edsbyn för att titta närmare på Gårdtjärnsbergshanget och bedöma möjligheterna att bygga en slalombacke. Berget lämpade sig väl och backen anlades. År 1960 installerades första liften. Från början drevs skidbacken av Friluftsfrämjandet, men i dag (2010) drivs den av Edsbyns IF.